# Танга
Танга (често у множини танге) је врста доњег веша или купаћег костима. Изузетно су популарне међу девојкама, поготово оним које желе да "намаме" мушки поглед. Наиме, танге по правилу откривају кожу задњице.
Оригинално, реч танга потиче из језика анголског племена Кимбунду, чији су припадници носили овај комад одеће. У португалски језик ову реч донели су анголски робови, а из португалског, прешла је у остале језике и постала интернационална реч. Данас се танге сматрају својеврсним статусним симболом код кога није битно поседовање колико начин како се носе.
| Модел    | Страна                    | Страна                  | Страна    |
| Модел    | Траке                     | Машна                   | Без трака |
| -------- | ------------------------- | ----------------------- | --------- |
| T-back   |                           | Underwear - string back |           |
| G-string | Underwear - triangle back |                         |           |
| V-string | Underwear - V back        |                         |           |
| C-string |                           | Underwear - C back      |           |